# 믿어줄래
믿어줄래는 원곡 B.O.B - Nothin' On You(Feat. Bruno Mars)의 리메이크 버전으로 과거 음악 그룹 2PM의 전 멤버였던 가수 박재범이 2010년 3월 15일 자신의 유튜브에 원곡을 커버하여 올린 영상이 화제가 되면서 제작된 음반이다. 한국어 버전, 영어 버전, 리믹스 버전으로 총 3곡이 수록되어있다. 원곡에서는 랩이 포함되어 있으나, 박재범이 발표한 믿어줄래는 노래로만 이루어져있다.

## 특징
- B.O.B의 한국판 싱글 Nothin' On You에서 브루노 마스의 파트를 박재범이 피쳐링으로 참여함.

## 수록곡
1. 믿어줄래 (Full Melody Korean Ver.)
2. Count On Me (Full Melody English Ver.)
3. 믿어줄래 (Subman & KYU Remix)